# 蒙蒂尼朗库
蒙蒂尼朗库（法語：Montigny-Lencoup，法語發音：[mɔ̃tiɲi lɑ̃ku] ⓘ）是法国塞纳-马恩省的一个市镇，属于普罗万区。

## 地理
蒙蒂尼朗库（48°27'11"N, 3°3'50"E）面积20.37 平方千米，位于法国法蘭西島大區塞纳-马恩省，该省份为法国北部内陆省份，北起瓦兹省，西接埃松省、马恩河谷省、塞纳-圣但尼省和瓦兹河谷省，南至卢瓦雷省，东南接约讷省，东临马恩省和奥布省，东北接埃纳省。
与蒙蒂尼朗库接壤的市镇（或旧市镇、城区）包括：萨兰、博尔德新城、塞纳河畔沙特奈、库唐松、埃格利尼、居尔西勒沙泰勒。

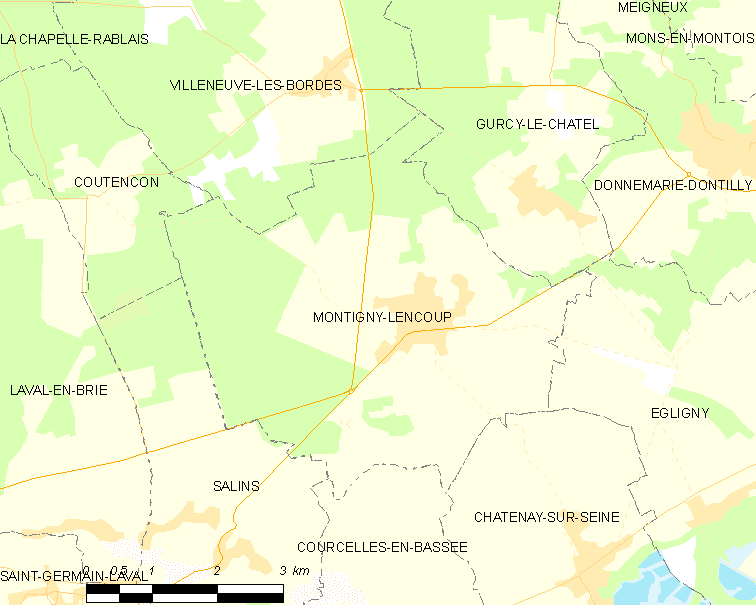
蒙蒂尼朗库的OSM定位图

蒙蒂尼朗库的时区为UTC+01:00、UTC+02:00（夏令时）。

## 行政
蒙蒂尼朗库的邮政编码为77520，INSEE市镇编码为77311。

## 政治
蒙蒂尼朗库所属的省级选区为普罗万县。

## 人口

1962-2008年间蒙蒂尼朗库人口变化图示

蒙蒂尼朗库于2022年1月1日时的人口数量为1362人。